# HOBI
Pour les articles homonymes, voir Billstein.
HOBI ou Hobi (pseudonyme de Horst Erik Billstein), né le 12 juin 1939 à Cologne, et mort le 24 septembre 1998 à Orléans, est un peintre et un illustrateur allemand actif en France à partir de 1959.

## Biographie
Horst Erik Billstein est né le 12 juin 1939 à Cologne. Il étudie à l'école nationale des arts graphiques et décoratifs de Cologne. Actif en France à partir de 1959, il participe à de nombreuses expositions collectives, il est récompensé par diverses distinctions, en France, en Suisse, en Italie, en Espagne, aux Pays-Bas et aux États-Unis.
En 1979, il reçoit le prix Renaissance des arts.
Il meurt le 24 septembre 1998 à Orléans.

## Œuvres
- Femme nue, sanguine, 30 x 19,5 cm[3]